# Maison Le Bouistre
La maison Le Bouistre est une habitation ancienne située sur la commune du Croisic, dans le département français de la Loire-Atlantique.

## Présentation
La maison Le Bouistre est une des maisons les plus anciennes du Croisic.

### Historique
Cette maison à pan de bois est construite au XVe siècle, certaines parties remonteraient même au XIVe siècle. L'implantation en saillie, à l'angle de deux rues témoigne de l'ancienneté de la construction. Les propriétaires sont connus depuis le début du XVIIe siècle : la dame Le Bouistre possède la maison entre 1632 et 1672. En 1680, elle est occupée par Guillaume Legal, maître de barque. Au cours du XIXe siècle, elle appartient à Bernard Robert, juge de paix au Croisic.

### Architecture
La façade principale présente un pignon sur rue avec encorbellement sur poteaux élargis entre lesquels se dessine un jeu de rainures moulurées amorties en sifflet. Le pan de bois a été diminué par l'agrandissement des fenêtres de l'étage au XVIIIe siècle. Le haut du pignon est recouvert d'ardoise et ne comporte qu'un fenestron.
Le rez-de-chaussée en granit a conservé ses ouvroirs en arcade, si courants sur les maisons du Moyen Âge. Les murs latéraux suivent le mouvement de l'encorbellement. La façade sur la rue Augustin Maillard est soigneusement appareillée en granit avec des ouvertures à linteau en accolade et des traces de meneaux.